# Marko Pjaca
Marko Pjaca (Zagreb, 6 de maio de 1995) é um futebolista croata que atua como atacante. Atualmente, joga pelo Dínamo Zagreb.

## Carreira

### Lokomotiva
Marko começou sua carreira profissional pelo clube croata Lokomotiva. Fez 51 jogos e marcou 9 gols no tempo em que ficou jogando pelo clube.

### Dinamo de Zagreb
No inverno de 2014, Marko assinou um contrato de cinco anos com o Dinamo Zagreb. custando de €1 milhão aos cofres do clube. Fez sua estreia na primeira partida da temporada, onde também marcou um gol, contra o Slaven Belupo. No dia 11 de dezembro de 2014, ele fez um hat-trick na vitória contra o Celtic por 4 a 3 na última partida da fase de grupos da Liga Europa da UEFA.

### Juventus
No dia 21 de julho de 2016 foi contratado pela Juventus, assinando um contrato por cinco temporadas.

## Seleção Croata
Marko Pjaca jogou sua primeira partida internacional no dia 4 de setembro de 2014, substituindo Mateo Kovačić aos 33 minutos do segundo tempo no amistoso contra o Chipre que terminou com vitória de 2 a 0 para a Croácia.

## Títulos
Dinamo Zagreb
- Campeonato Croata: 2014–15, 2015–16
- Copa da Croácia: 2014–15, 2015–16

Juventus
- Campeonato Italiano: 2016–17
- Copa da Itália: 2016–17